# 顾梅圣
顾梅圣（1926年9月—），上海人，法语语言文学研究家。上海交通大学医学院（原上海第二医科大学）法语培训中心创始人。1987至1996年担任中心主任、曾兼任二医大外语系主任。1990年获法国学术棕榈勋位团二级勋章。